# Harpagophylus
Harpagophylus is een geslacht van wantsen uit de familie van de Miridae (Blindwantsen). Het geslacht werd voor het eerst wetenschappelijk beschreven door Schuh & Weirauch in 2010.

## Soorten
Het genus bevat de volgende soorten:

- Harpagophylus agnew Schuh & Weirauch, 2010
- Harpagophylus calytrix Schuh & Weirauch, 2010
- Harpagophylus scholtzii Schuh & Weirauch, 2010
- Harpagophylus thryptomeni Schuh & Weirauch, 2010
- Harpagophylus verticordii Schuh & Weirauch, 2010